# Katherine Allen
Katherine Jessie Jean Allen (conocida como Kate Allen; Geelong, Australia, 25 de abril de 1970) es una deportista austríaca de origen australiano que compitió en triatlón.
Participó en los Juegos Olímpicos de Atenas 2004, obteniendo la medalla de oro en la prueba femenina individual. Ganó dos medallas de plata en el Campeonato Europeo de Triatlón, en los años 2004 y 2007.

## Palmarés internacional
| Juegos Olímpicos   | Juegos Olímpicos       | Juegos Olímpicos | Juegos Olímpicos |
| Año                | Lugar                  | Medalla          | Prueba           |
| ------------------ | ---------------------- | ---------------- | ---------------- |
| 2004               | Atenas (Grecia)        | Medalla de oro   | Individual       |
| Campeonato Europeo |                        |                  |                  |
| Año                | Lugar                  | Medalla          | Prueba           |
| 2004               | Valencia (España)      | Medalla de plata | Individual       |
| 2007               | Copenhague (Dinamarca) | Medalla de plata | Individual       |